# Khaing Zar Aung
Khaing Zar Aung (birmanisch ခိုင်ဇာအောင်; * Mai 1984) ist eine prominente Gewerkschaftsführerin und Menschenrechtsaktivistin aus Myanmar. Sie ist bekannt für ihren Einsatz für die Rechte der Arbeiter und ihre Bemühungen, die Arbeitsbedingungen in Myanmar zu verbessern. Sie beteiligt sich aktiv an Verhandlungen auf Fabrikebene, um mögliche Konflikte zu verhindern und ein System des sozialen Dialogs in Fabriken aufzubauen. Khaing Zar Aung ist die Präsidentin der Industrial Workers Federation of Myanmar (IWFM) und ein Vorstandsmitglied des Dachverbands Confederation of Trade Unions, Myanmar (CTUM).

## Frühes Leben
Khaing Zar Aung wurde im Mai 1984 in Burma als fünftes von acht Geschwistern geboren und wuchs in Kyauktan auf. Nach ihrer Reifeprüfung im März 2000 begann sie ein Wirtschafts-Fernstudium an der East Yangon University. Da es für ihre Familie schwierig wurde, den Lebensunterhalt zu sichern, begann sie im Alter von 16 Jahren, nebenbei in der Thaketa Industrial Zone in der Bekleidungsindustrie zu arbeiten, und schloss sich noch im selben Jahr der Arbeiterbewegung an. In den Jahren 2003 bis 2005 wurde sie als Fertigungsleiterin eingesetzt. Ihre Erfahrungen in der Textilindustrie prägten ihr Verständnis für die Herausforderungen und Ungerechtigkeiten, denen Arbeiter in ihrem Heimatland ausgesetzt sind. Ihren Abschluss als Bachelor of Arts für Wirtschaft erhielt sie im Jahr 2004. Von 2005 bis 2006 arbeitete sie am Bahnhof Dagon-Mahn in der Finanzabteilung.

## Gewerkschaftliche Laufbahn
Im August 2006 ging Khaing Zar Aung ins Exil nach Mae Sai, Thailand, und arbeitete dort in einer Bekleidungsfabrik. Als illegale Immigrantin ohne Arbeitserlaubnis wurde sie zwei Mal inhaftiert. Sie schloss sich der gewerkschaftlichen Bewegung gegen die vorletzte Militärdiktatur in Myanmar, dem Staatsrat für Frieden und Entwicklung unter General Than Shwe, an, ist seit März 2007 Mitglied der Federation of Trade Unions Burma (FTUB) und war Gründungsmitglied des FTUB-Frauenausschusses im Jahr 2008. Nach ihrer Rückkehr nach Myanmar im Jahr 2012 wurde sie zu einer zentralen Kraft beim Aufbau der freien und demokratischen Gewerkschaftsbewegung. Von 2011 bis 2014 diente sie als Sekretärin des Frauenausschusses der FTUB und von Oktober 2014 bis November 2017 als stellvertretende Generalsekretärin der Industrial Workers Federation of Myanmar (IWFM). Von 2014 bis November 2023 war sie als Schatzmeisterin Vorstandsmitglied des Dachverbands Confederation of Trade Unions, Myanmar (CTUM). Seit 2015 vertritt sie Myanmar auf der Internationalen Arbeitskonferenz (ILO). Anschließend war sie von November 2017 bis Januar 2021 Präsidentin der IWFM.
Khaing Zar Aung berät Gewerkschaftsführer auf Stadt- und Regionalebene bei der Beilegung von Streitigkeiten in Unternehmen, die für internationale Marken produzieren. Durch die Einbindung der Marken konnten die meisten Streitigkeiten, insbesondere Entlassungsfälle, die sich gegen Führungs- und Organisationsmitglieder richteten, die versuchten, Gewerkschaften in ihren Fabriken zu gründen, erfolgreich gelöst werden. Zu den Marken gehören unter anderen H&M, Jack Wolfskin, C&A und New Look.
Am 27. Oktober 2019 unterzeichneten IWFM und Arbeitgebervertreter von 21 Markenlieferanten in Myanmar die Myanmar Freedom of Association Guideline. Khaing Zar Aung war die treibende Kraft, die alle Partner zusammenbrachte, um im Dezember 2018 über diese Richtlinie zu diskutieren. Bei der Industrial Workers Federation of Myanmar (IWFM) ist sie Leiterin aller Verhandlungsprojekte mit Markenzulieferern zur Ausarbeitung von globalen Rahmenvereinbarungen (GFA) in den Fabriken für die Verbesserung der Arbeitsbedingungen und Löhne der Arbeiter, um Konflikte zu verhindern und ein System des sozialen Dialogs in Fabriken aufzubauen.
Sie steht in regem Kontakt mit der Myanmar Garment Manufacturers Association (MGMA) und der Republic of the Union of Myanmar Federation of Chambers of Commerce and Industry (UMFCCI) in Bezug auf Streitbeilegung, Mindestlohn und Arbeitsvertragsfragen. Im Juni 2018 war sie Sprecherin als Arbeitervertreterin Myanmars, als das Land aufgrund von Verstößen gegen die Konvention über die Vereinigungsfreiheit auf der Kurzliste stand. Im Juni 2019 war Myanmar erneut auf der Kurzliste, diesmal wegen Verstößen gegen die Konvention über Zwangsarbeit. Die Kurzliste ist in diesem Kontext eine Liste von Ländern, die von der Internationalen Arbeitsorganisation (ILO) aufgrund von Verstößen gegen internationale Arbeitsnormen, insbesondere im Hinblick auf die Vereinigungsfreiheit und das Recht auf Kollektivverhandlungen, hervorgehoben werden. Diese Liste wird im Rahmen der Internationalen Arbeitskonferenz diskutiert und dient dazu, besondere Aufmerksamkeit auf die Länder zu lenken, deren Praktiken im Widerspruch zu den von ihnen ratifizierten ILO-Übereinkommen stehen.
Nach dem Militärputsch 2021 ging Khaing Zar Aung ins Exil nach Deutschland und studiert derzeit dort Labour Policies and Globalisation, was ihre Expertise in internationalen Arbeitsstandards und globalen Arbeitspolitiken weiter vertieft.

## Menschenrechtsarbeit
Neben ihrer Gewerkschaftsarbeit ist Khaing Zar Aung auch für ihre Menschenrechtsarbeit bekannt. Sie hat sich international für die Rechte der Arbeiter in Myanmar eingesetzt und gegen die Verbrechen des Militärs in ihrem Land ausgesprochen. Ihre Arbeit hat dazu beigetragen, das Bewusstsein für die Situation in Myanmar zu schärfen und internationale Unterstützung für die Demokratiebewegung zu mobilisieren.

## Auszeichnung
Khaing Zar Aung betonte auf dem UNI-Weltkongress 2023 in Philadelphia die Bedeutung der internationalen Solidarität. Sie teilte ihre Einblicke in die Herausforderungen, mit denen die Gewerkschafter in Myanmar angesichts der eskalierenden politischen Unruhen konfrontiert sind, und rief zu internationaler Solidarität auf.
Für ihren unermüdlichen Einsatz und ihre Führungsrolle in der Gewerkschaftsbewegung wurde Khaing Zar Aung mit dem Arthur Svensson International Prize for Trade Union Rights ausgezeichnet, der am 12. Juni in Oslo verliehen wird. Diese Auszeichnung würdigt ihre mutige Arbeit und ihren Beitrag zur Förderung der Rechte der Arbeiter in Myanmar. Dieser Preis wurde nach dem norwegischen Gewerkschaftsführer und Politiker Arthur Svensson benannt und wird von der norwegischen Gewerkschaft Industri Energi seit 2010 jährlich an Personen verliehen, die sich herausragend für Gewerkschaftsrechte eingesetzt haben.
Atle Høie, Generalsekretär der IndustriALL Global Union, laudierte Khaing Zar Aung: „Sie wurde mit dem diesjährigen Arthur Svensson Prize für ihre unglaubliche Arbeit für Gewerkschaftsrechte in Myanmar und ihren Kampf für eine Rückkehr zur Demokratie in das Land ausgezeichnet. Möge dieser Preis mehr Licht auf die katastrophale Situation der Arbeiter in Myanmar unter der Militärjunta werfen und zu deren Sturz beitragen.“